# (6922) Yasushi
(6922) Yasushi (1993 KY1) – planetoida z grupy pasa głównego asteroid okrążająca Słońce w ciągu 3 lat i 178 dni w średniej odległości 2,3 j.a. Została odkryta 27 maja 1993 roku w Kiyosato przez Satoru Ōtomo.